# Podlužany (Nitra)
Podlužany (in ungherese Berekalja) è un comune della Slovacchia facente parte del distretto di Levice, nella regione di Nitra.